# Produkt (obchod)
Produkt je jednou ze 4 základních složek marketingového mixu.

## Definice
Důkladný popis, charakteristiku a rozbor produktu v rámci marketingu zachycuje nespočet odborných literatur i článků. Produkt lze definovat následovně:
- Výrobek je cokoli, co lze na trhu nabídnout, co získá pozornost, co může sloužit ke spotřebě, co může uspokojit přání nebo potřebu.[2]
- Produkt je vyráběný statek s objektivními a subjektivními vlastnostmi, které jsou manipulovány pro maximalizaci apelu[ujasnit] zboží na spotřebitele, kteří položku nakupují, a aby uspokojil jejich potřeby.[3]
- Produkt/výrobek můžeme definovat jako vše, co lze nabídnout ke koupi, k použití ke spotřebě – co uspokojuje PPO (potřeby, požadavky, očekávání) potenciálních a stávajících zákazníků.[4]

## Životní cyklus produktu
V běžném tržním prostředí procházejí produkty uvedené na trh čtyřmi fázemi, viz obr. č. 2, které poskytují jedinečné příležitosti, ale i hrozby dosažení ziskovosti. Konkurenční klima je v každé fázi životního cyklu produktu jiné. Proto je velice důležité, ne-li nezbytné, měnit během jednotlivých fází marketingové strategie podniku.

### Fáze životního cyklu produktu

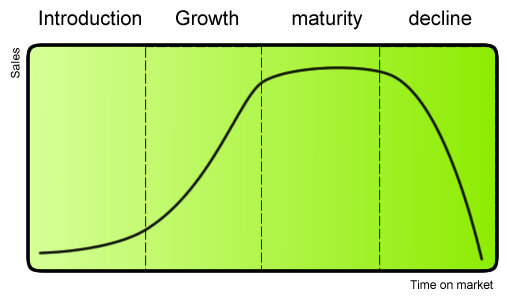
Product life cycle - Životní cyklus produktu

- Zavádění (Introduction) – uvedení výrobku na trh, propagační náklady jsou vysoké: je nutné upozornit na výrobek a následně zákazníky přesvědčit.
- Růst (Growth) – výrobek či služba získávají pozici na trhu, první uživatelé jsou spokojeni, výrobek kupují i další zákazníci. Je dobré přemýšlet, jak snížit náklady na dodání nového výrobku.
- Zralost (Maturity) – trh se nasycuje, existuje přebytek kapacity, zvyšuje se rozpočet na výzkum a vývoj s cílem zdokonalit výrobek, zůstávají pouze dobře zavedení konkurenti. Pro tuto fázi je také charakteristická snaha o udržení zákazníků.
- Úpadek (Decline)– postupné stažení výrobku z trhu a jeho náhrada novým výrobkem. Pokles prodeje je buď rychlý nebo pomalý z důvodu technologického pokroku, přesunu zákaznických zájmů, zvýšení domácí či zahraniční konkurence. Zvýšený marketing bude mít malý účinek na prodeje a nebude nákladově výhodný, pokud se neidentifikují nové trhy. Firma se snaží revidovat marketingové strategie: uvažuje, co s výrobky. Je třeba nejprve identifikovat slabé výrobky a poté uplatnit jednu z možných strategií.[6]

## Kvalita, logo, obal produktu

### Kvalita produktu
Kvalita produktu má dva rozměry, a sice úroveň a konzistentnost. Při vývoji produktu si musí oddělení marketingu zvolit úroveň kvality, která znamená jeho schopnost plnit své funkce. Zahrnuje celkovou trvanlivost, spolehlivost, přesnost, opravy a další oceňované vlastnosti. Z marketingového pohledu je třeba měřit kvalitu podle toho, jak je vnímána kupujícím. Jen málo firem nabízí nejvyšší možnou kvalitu, protože jen málo zákazníků chce nebo si může dovolit vysokou kvalitu, například vozů Rolls-0yyyn. Y. X. Y. Y. S. S.. Y. W či hodinek Rolex.
Kromě úrovně znamená vysoká kvalita také určitou konzistentnost. To znamená, že produkt musí odpovídat určitému standardu (je bez vad). V tomto smyslu může mít například automobil od Nissanu stejnou kvalitu jako Rolls-Royce.

### Logo produktu

Apple Computer Logo rainbow - příklad loga za využití symbolu

Logo představuje konstantu sloužící k jednoznačné identifikaci firmy, či jejího konkrétního produktu, s určitou signální funkcí. Představuje důležitý prvek pro komunikační aktivity. Existují určité požadavky na dobré logo vycházející z jeho funkcí:
- rozpoznatelnost loga (symboly jsou vnímány rychleji než slova),
- pozitivní emocionální reakce (jde o přesun pozitivní emoce z loga na produkt a firmu, může jít o pocity libosti, sympatie, poutavosti),
- jasný význam (pojivost loga s firmou a jejími produkty),
- subjektivní pocit obeznámenosti (pocit známosti, který vzbuzuje důvěru).[8]

### Obal produktu
Obal produktu plní řadu funkcí. Jeho prvotním úkolem je ochrana výrobku, což je především technická a technologická záležitost a rovněž musí splňovat požadavky zákonných norem. Obal musí být funkční jak pro skladování výrobku, tak pro jeho následnou spotřebu. Musí tedy odpovídat způsobu používání, například pokud se produkt nespotřebuje najednou, musí být možné ho znovu uzavřít. Obal plní požadavky výroby, obchodu, legislativy i spotřebitelů. Obal je totiž to první, co spotřebitele oslovuje.
Z pohledu distribuce plní obal ochrannou funkci, skladovací, dopravní, manipulační a informační, která v sobě zahrnuje identifikaci produktu, upozornění na jeho vlastnosti, složení, reprezentaci zboží či návod na použití. Významná je ovšem i estetická funkce obalu, kterou určuje tvar, barva a povrch a tím se ovlivňuje prodejní schopnost produktu. Možným způsobem shrnutí požadavků na obaly jsou „Funkční kritéria pro balení dle EU“ a mají následující body:
- Ochrana výrobku
- Funkčnost v průběhu balicího procesu
- Funkčnost v logistickém řetězci
- Příspěvek obalu k reprezentaci a marketingu
- Přijatelnost pro zákazníka
- Poskytnutí nezbytných informací
- Zajištění bezpečnostních požadavků
- Uspokojení legislativních požadavků na balení